# Canottaggio ai Giochi della XXIX Olimpiade - 2 di coppia femminile

## Batterie
Hanno partecipato alle batterie di qualificazione 10 equipaggi, suddivisi in 2 batterie: i primi di ogni batteria si sono qualificati direttamente per la finale A, gli altri hanno effettuato i ripescaggi.
- Sabato 9 agosto 2008, ore 16:40-17:00

| Posizione | Atleta        | Paese                                             | Tempo   | Note |
| --------- | ------------- | ------------------------------------------------- | ------- | ---- |
| 1         | Nuova Zelanda | Georgina Evers-Swindell e Caroline Evers-Swindell | 7:03.92 | FA   |
| 2         | Germania      | Annekatrin Thiele e Christiane Huth               | 7:09.06 | R    |
| 3         | Stati Uniti   | Megan Kalmoe e Ellen Tomek                        | 7:11.17 | R    |
| 4         | Romania       | Ionelia Neacsu e Roxana Gabriela Cogianu          | 7:12.17 | R    |
| 5         | Ucraina       | Kateryna Tarasenko e Yana Dementieva              | 7:25.03 | R    |

| Posizione | Atleta      | Paese                                   | Tempo   | Note |
| --------- | ----------- | --------------------------------------- | ------- | ---- |
| 1         | Cina        | Li Qin e Tian Liang                     | 7:03.13 | FA   |
| 2         | Rep. Ceca   | Jitka Antošová e Gabriela Vařeková      | 7:04.23 | R    |
| 3         | Regno Unito | Elise Laverick e Anna Bebington         | 7:08.65 | R    |
| 4         | Australia   | Catriona Sens e Sonia Mills             | 7:13.25 | R    |
| 5         | Italia      | Laura Schiavone e Elisabetta Sancassani | 7:30.25 | R    |

## Ripescaggi
I primi 2 equipaggi di ogni ripescaggio si sono qualificati per la Finale A, gli altri per la Finale B.
- Lunedì  11 agosto 2008, ore 17:00-17:20

| Posizione | Atleta      | Paese                                    | Tempo   | Note |
| --------- | ----------- | ---------------------------------------- | ------- | ---- |
| 1         | Regno Unito | Elise Laverick e Anna Bebington          | 6:54.92 | FA   |
| 2         | Germania    | Annekatrin Thiele e Christiane Huth      | 6:55.96 | FA   |
| 3         | Romania     | Ionelia Neacsu e Roxana Gabriela Cogianu | 7:01.69 | FB   |
| 4         | Italia      | Laura Schiavone e Elisabetta Sancassani  | 7:08.00 | FB   |

| Posizione | Atleta      | Paese                                | Tempo   | Note |
| --------- | ----------- | ------------------------------------ | ------- | ---- |
| 1         | Stati Uniti | Megan Kalmoe e Ellen Tomek           | 6:58.84 | FA   |
| 2         | Rep. Ceca   | Jitka Antošová e Gabriela Vařeková   | 7:00.75 | FA   |
| 3         | Australia   | Catriona Sens e Sonia Mills          | 7:04.30 | FB   |
| 4         | Ucraina     | Kateryna Tarasenko e Yana Dementieva | 7:06.77 | FB   |

## Finali

### Finale B
- Venerdì  15 agosto 2008, ore 17:30-17:40

| Posizione | Atleta    | Paese                                    | Tempo   |
| --------- | --------- | ---------------------------------------- | ------- |
| 1         | Ucraina   | Kateryna Tarasenko e Yana Dementieva     | 7:17.82 |
| 2         | Australia | Catriona Sens e Sonia Mills              | 7:19.73 |
| 3         | Romania   | Ionelia Neacsu e Roxana Gabriela Cogianu | 7:20.99 |
| 4         | Italia    | Laura Schiavone e Elisabetta Sancassani  | 7:29.22 |

### Finale A
- Sabato 16 agosto 2008, ore 16:50-17:00

| Posizione | Atleta        | Paese                                             | Tempo   |
| --------- | ------------- | ------------------------------------------------- | ------- |
|           | Nuova Zelanda | Georgina Evers-Swindell e Caroline Evers-Swindell | 7:07.32 |
|           | Germania      | Annekatrin Thiele e Christiane Huth               | 7:07.33 |
|           | Regno Unito   | Elise Laverick e Anna Bebington                   | 7:07.55 |
| 4         | Cina          | Li Qin e Tian Liang                               | 7:15.85 |
| 5         | Stati Uniti   | Megan Kalmoe e Ellen Tomek                        | 7:17.53 |
| 6         | Rep. Ceca     | Miroslava Knapková e Gabriela Vařeková            | 7:25.09 |